# Ernst Antevs
Ernst Valdemar Eriksson Antevs, född 20 november 1888, död 19 maj 1974, var en svensk geolog.

## Biografi
Antevs blev filosofie doktor 1917 och var docent i geologi vid Stockholms högskola. Han medföljde en norsk expedition till Björnön 1916. Antevs, som deltog i Gerhard De Geers undersökningar över den senglaciala kronologin, vistades från 1920 huvudsakligen i Nordamerika, där han på uppdrag av olika institutioner företog glacialgeologiska undersökningar. 
Bland hans arbeten märks Post-glacial marine shell-beds in Bohuslän (1917, disputation), Die liassische Flora des Hörsandsteins (1919), The last glaciation with special reference to the ice retreat in Northeastern North America (1928), Late glacial correlations and ice recession in Manitoba (1931) och Telecorrelations of value curves (1935).